# 泉二新熊
泉二 新熊（もとじ しんくま、1876年〈明治9年〉1月27日 - 1947年〈昭和22年〉10月25日）は、日本の裁判官、官僚、刑法学者。第20代大審院長、枢密顧問官。奄美大島出身。

## 生涯
鹿児島県大島郡中勝村、現在の龍郷町中勝出身。泉二当整の長男。後に東京奄美会の初代会長を務めている。1896年、鹿児島高等中学造士館予科卒業。1898年、第五高等学校大学予科第一部（法科）を卒業。東京帝国大学卒業後、司法省に入り、1915年（大正4年）大審院判事、1936年（昭和11年）検事総長、1938年（昭和13年）大審院長となる。退官後、枢密顧問官、その間、刑法学者として折衷的客観主義の立場から刑事司法の解釈・実務論を展開、「泉二刑法」と称された。東京帝国大学教授であった牧野英一と並ぶ戦前を代表する刑法学者である。
いわゆる「方法の錯誤」について、法定的符合説（抽象的法定符合説）を採った大正六年大審院連合部判決に関与した。
旧刑法には方法の錯誤の場合に故意犯の成立を認める誤殺傷罪があったが、現行刑法ではそれが削除された。その立案関係者が関与した前年の大審院判決は具体的符合説を判示していたところ、判例変更したものである。以降、最高裁も法定的符合説をとり、現在も判例の立場となっている。
1946年（昭和21年）に公職追放を受ける。1947年（昭和22年）10月25日に死去。宮内庁は葬儀にあたり勅使の差遣について打診したが、辞退の申し出があった。
子供に芸術家の泉二勝磨（1905年-1944年）。

## 年譜
- 1876年1月27日 奄美群島奄美大島瀬名方（現在の鹿児島県大島郡龍郷町）に生まれる
- 郁文館、鹿児島高等中学造士館を経て、第五高等学校入学
- 1902年 東京帝国大学を卒業
- 1905年 東京区裁判所検事兼東京地方裁判所検事
- 1913年 東京控訴院検事
- 1915年 大審院判事
- 1916年 法学博士
- 1920年 東京帝国大学法学部講師
- 1924年 司法省行刑局長
- 1924年 東北帝国大学法文学部講師
- 1927年 司法省刑事局長
- 1931年 大審院部長（刑事第一部）
- 1936年 検事総長
- 1939年 大審院長
- 1941年 定年退官
- 1942年 枢密顧問官
- 1946年 公職追放令を受けた後、弁護士となる
- 1947年10月25日 逝去（享年71）。多磨霊園に葬られる

## 栄典
位階
- 1905年（明治38年）6月30日 - 従七位[10]
- 1907年（明治40年）12月10日 - 正七位[10]
- 1908年（明治43年）3月22日 - 従六位[10]
- 1910年（明治45年）3月1日 - 正六位[10]
- 1915年（大正4年）6月30日 - 従五位[10]
- 1920年（大正9年）2月10日 - 正五位[10]
- 1924年（大正13年）3月29日 - 従四位[10][11]
- 1929年（昭和4年）4月15日 - 正四位[10]
- 1934年（昭和9年）5月1日 - 従三位[10][12]
- 1939年（昭和14年）5月15日 - 正三位[10]

勲章等
- 1915年（大正4年）
  - 9月29日 - 勲六等瑞宝章[10]
  - 11月10日 - 大礼記念章（大正）[10]
- 1919年（大正8年）
  - 9月29日 - 単光旭日章[10]
  - 9月30日 - 勲五等瑞宝章[10]
- 1920年（大正9年）5月26日 - 勲四等瑞宝章[10]
- 1924年（大正13年）3月31日 - 勲三等瑞宝章[10]
- 1928年（昭和3年）
  - 4月21日 - 金杯一組[10]
  - 11月10日 - 大礼記念章（昭和）[10]
- 1931年（昭和6年）3月11日 - 勲二等瑞宝章[10]
- 1938年（昭和13年）3月9日 - 勲一等瑞宝章[10]
- 1940年（昭和15年）4月29日 - 旭日大綬章[10]

外国勲章佩用允許
- 1911年（明治44年）10月31日 - 大清帝国：二等第三双龍宝星[10]
- 1912年（大正元年）10月9日 - ロシア帝国：神聖アンナ第三等勲章[10]
- 1919年（大正8年）4月8日 - 支那共和国：三等嘉禾章[10]

## 著書
- 『改正日本刑法論』（有斐閣、1908年）　版を重ねて『日本刑法論上巻（総論）』（有斐閣、増訂43版、1933年）、『日本刑法論下巻（各論）』（有斐閣、増訂42版、1931年）となる
- 『刑法大要』（1911年）
- 『刑事学研究』（1920年）
- 『法窓餘滴』（1942年）